# Gudzsaráti nyelv
A gudzsaráti nyelv (gudzsarátiul: ગુજરાતી Gujǎrātī) az indoeurópai nyelvcsalád indoiráni csoportjához, azon belül a nyugati indoárja nyelvekhez tartozik.
Anyanyelvi beszélőinek száma kb. 46,5 millió fő, így ez a 24. legtöbb anyanyelvi beszélővel rendelkező nyelv.
A gudzsaráti volt az anyanyelve Mohandász Karamcsand Gandhinak, Muhammad Ali Dzsinnah-nak, valamint Sardar Vallabhbhai Patelnek is.

## Története
Szépirodalma a 13. században alakult ki. 

## Beszélői és elterjedése
A gudzsaráti nyelv körülbelül 46 millió beszélőjéből 45,5 millió Indiában, 150 000 Ugandában, 250 000 Tanzániában, 50 000 Kenyában és mintegy 100 000 Pakisztánban lakik.  Egy nagy gudzsaráti közösség létezik még Mumbai-ben, Indiában. Az Egyesült Királyságban a nyelvnek 30 000 beszélője van.

### Hivatalos státusz
A gudzsaráti egyike India huszonkét hivatalos nyelvének és tizennégy regionális nyelvének.

### Dialektusok
A standard gudzsaráti nyelvet a Vadodarától Ahmedábádig terjedő területen, valamint Gudzsarát északi részén beszélik.  Az Ethnologue a következő dialektusokat listázza: 
- Standard Gudzsaráti
  - Saurashtra Standard
  - Nagari
  - Mumbai Gudzsaráti
  - Patnuli
- Gamadia
  - Gramya
  - Surti
  - Anavla
  - Bhathla
  - Meshani
  - Machi
  - Keleti Broach Gudzsaráti
  - Charotari
  - Patidari
  - Vadodari
  - Amdavadi
  - pathani
  - Patani
- Parsi
- Kathiyawadi
  - Jhalawadi
  - Sorathi
  - Holadi
  - Gohilwadi
  - Bhavnagari
  - Mer
- Kharva
- Khakari
- Tarimukhi
  - Ghisadi

## Mintaszöveg

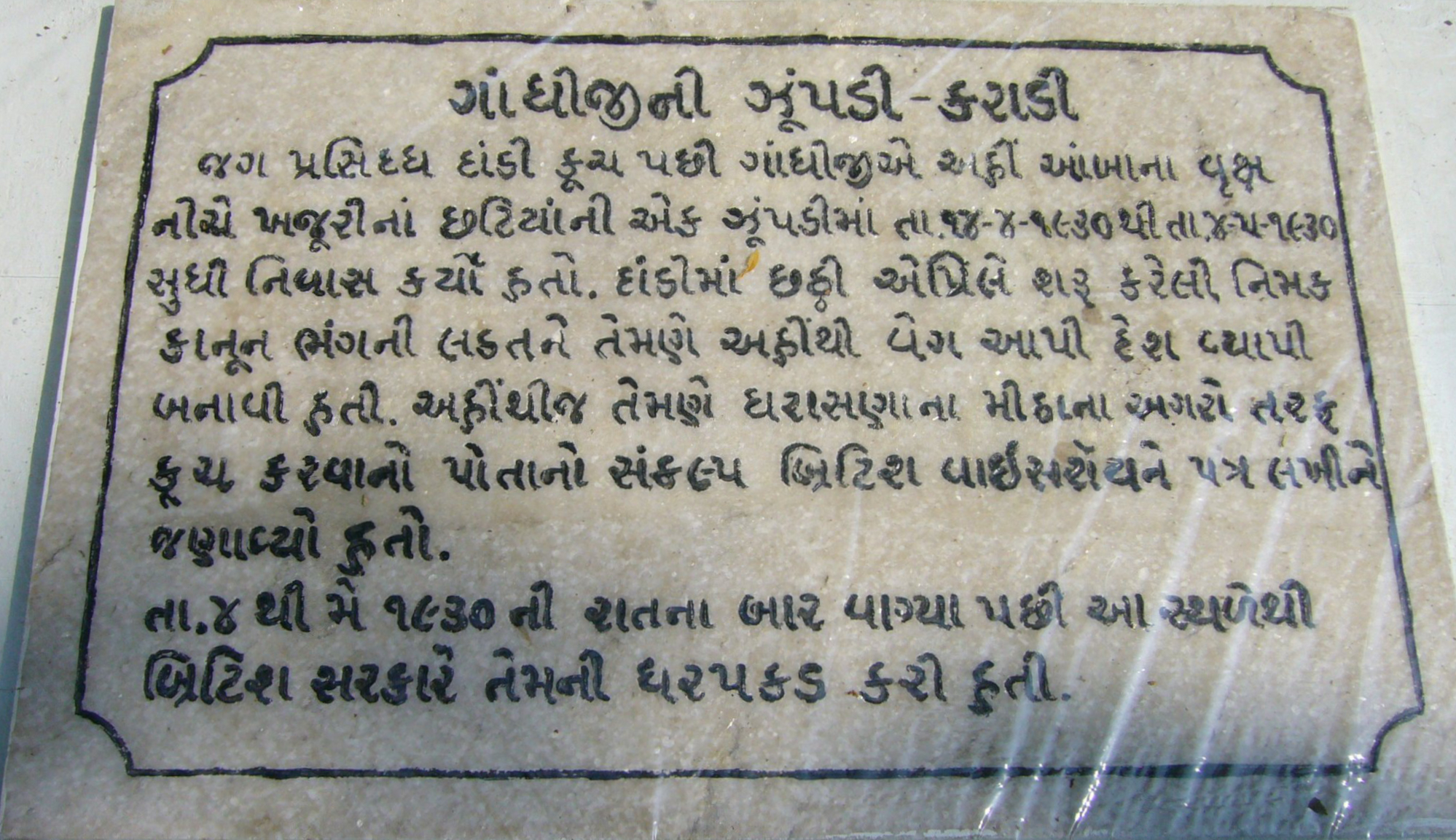
Gudzsaráti minta – Gandhi kunyhója

Gudzsaráti írás
ગાંધીજીની ઝૂંપડી-કરાડી
જગ પ્રસિદ્ધ દાંડી કૂચ પછી ગાંધીજીએ અહીં આંબાના વૃક્ષ નીચે ખજૂરીનાં છટિયાંની એક ઝૂંપડીમાં તા.૧૪-૪-૧૯૩૦થી તા.૪-૫-૧૯૩૦ સુધી નિવાસ કર્યો હતો. દાંડીમાં છઠ્ઠી એપ્રિલે શરૂ કરેલી નિમક કાનૂન ભંગની લડતને તેમણે અહીંથી વેગ આપી દેશ વ્યાપી બનાવી હતી. અહીંથીજ તેમણે ધરાસણાના મીઠાના અગરો તરફ કૂચ કરવાનો પોતાનો સંકલ્પ બ્રિટિશ વાઈસરૉયને પત્ર લખીને જણાવ્યો હતો.
તા.૪થી મે ૧૯૩૦ની રાતના બાર વાગ્યા પછી આ સ્થળેથી બ્રિટિશ સરકારે તેમની ધરપકડ કરી હતી.
Dévanágari írás
गांधीजीनी झूंपडी-कराडी
जग प्रसिद्ध दांडी कूच पछी गांधीजीए अहीं आंबाना वृक्ष नीचे खजूरीनां छटियांनी एक झूंपडीमां ता.१४-४-१९३०थी ता.४-५-१९३० सुधी निवास कर्यो हतो. दांडीमां छठ्ठी एप्रिले शरू करेली निमक कानून भंगनी लडतने तेमणे अहींथी वेग आपी देश व्यापी बनावी हती. अहींथीज तेमणे धरासणाना मीठाना अगरो तरफ कूच करवानो पोतानो संकल्प ब्रिटिश वाईसरॉयने पत्र लखीने जणाव्यो हतो.
ता.४थी मे १९३०नी रातना बार वाग्या पछी आ स्थळेथी ब्रिटिश सरकारे तेमनी धरपकड करी हती.
Átírás
gāndhījīnī jhū̃pṛī-Karāṛī
jag prasiddh dāṇḍī kūc pachī gāndhījīe ahī̃ āmbānā vr̥kṣ nīce khajūrīnā̃ chaṭiyā̃nī ek jhū̃pṛīmā̃ tā.14-4-1930thī tā.4-5-1930 sudhī nivās karyo hato. dāṇḍīmā̃ chaṭhṭhī eprile śarū karelī nimak kānūn bhaṅgnī laṛatne temṇe ahī̃thī veg āpī deś vyāpī banāvī hatī. ahī̃thīj temṇe dharāsaṇānā mīṭhānā agaro taraph kūc karvāno potāno saṅkalp briṭiś vāīsarôyne patra lakhīne jaṇāvyo hato.
tā.4thī me 1930nī rātnā bār vāgyā pachī ā sthaḷethī briṭiś sarkāre temnī dharpakaṛ karī hatī.
Fonetikus kiejtés (IPA)
ɡɑn̪d̪ʱid͡ʒini d͡ʒʱũpɽi-kəɾɑɽi
d͡ʒəɡ pɾəsɪd̪d̪ʱ ɖɑɳɖi kut͡ʃ pət͡ʃʰi ɡɑn̪d̪ʱid͡ʒie ə̤ȷ̃ ɑmbɑnɑ ʋɾʊkʃ nit͡ʃe kʰəd͡ʒuɾnɑ̃ t͡ʃʰəʈijɑ̃ni ek d͡ʒʱũpɽimɑ̃ t̪ɑ _________t̪ʰi t̪ɑ._______ sud̪ʱi niʋɑs kəɾjot̪o. ɖɑɳɖimɑ̃ t͡ʃʰəʈʰʈʰi epɾile ʃəɾu kəɾeli nimək kɑnun bʱəŋɡni ləɽət̪ne t̪ɛmɳe ə̤ȷ̃t̪ʰi ʋeɡ ɑpi deʃ ʋjɑpi bənɑʋit̪i. ə̤ȷ̃t̪ʰid͡ʒ t̪ɛmɳe d̪ʱəɾɑsəɽ̃ɑnɑ miʈʰɑnɑ əɡəɾo t̪əɾəf kut͡ʃ kəɾʋɑno pot̪ɑno səŋkəlp bɾiʈiʃ ʋɑjsəɾɔjne pət̪ɾə ləkʰine d͡ʒəɽ̃ɑʋjot̪o.
t̪ɑ.__t̪ʰi me ____ni ɾɑt̪nɑ bɑɾ ʋɑɡjɑ pət͡ʃʰi ɑ st̪ʰəɭet̪ʰi bɾiʈiʃ səɾkɑɾe t̪ɛmni d̪ʱəɾpəkəɽ kəɾit̪i.

## Ajánlott és felhasznált irodalom
- Fodor, István. Indogermán, indoeurópai nyelvcsalád - Gudzsaráti, A világ nyelvei és nyelvcsaládjai, 2., Budapest: Tinta Könyvkiadó (2004). ISBN 963 7094 06 7
- Gordon, Raymond G., Jr. (szerk.). Gujarati, Ethnologue: Languages of the World, 15. (angol nyelven), Dallas: SIL International (2005)
- Dwyer, Rachel. Teach Yourself Gujarati [archivált változat]. London: Hodder and Stoughton (1995). Hozzáférés ideje: 2007. október 20. [archiválás ideje: 2008. január 2.] Archiválva 2008. január 2-i dátummal a Wayback Machine-ben
- Cardona, George, Suthar, Babu.szerk.: Cardona, George; Jain, Dhanesh: Gujarati, The Indo-Aryan Languages (angol nyelven). Routledge (2003). ISBN 9780415772945